# Золотое кольцо (Исландия)

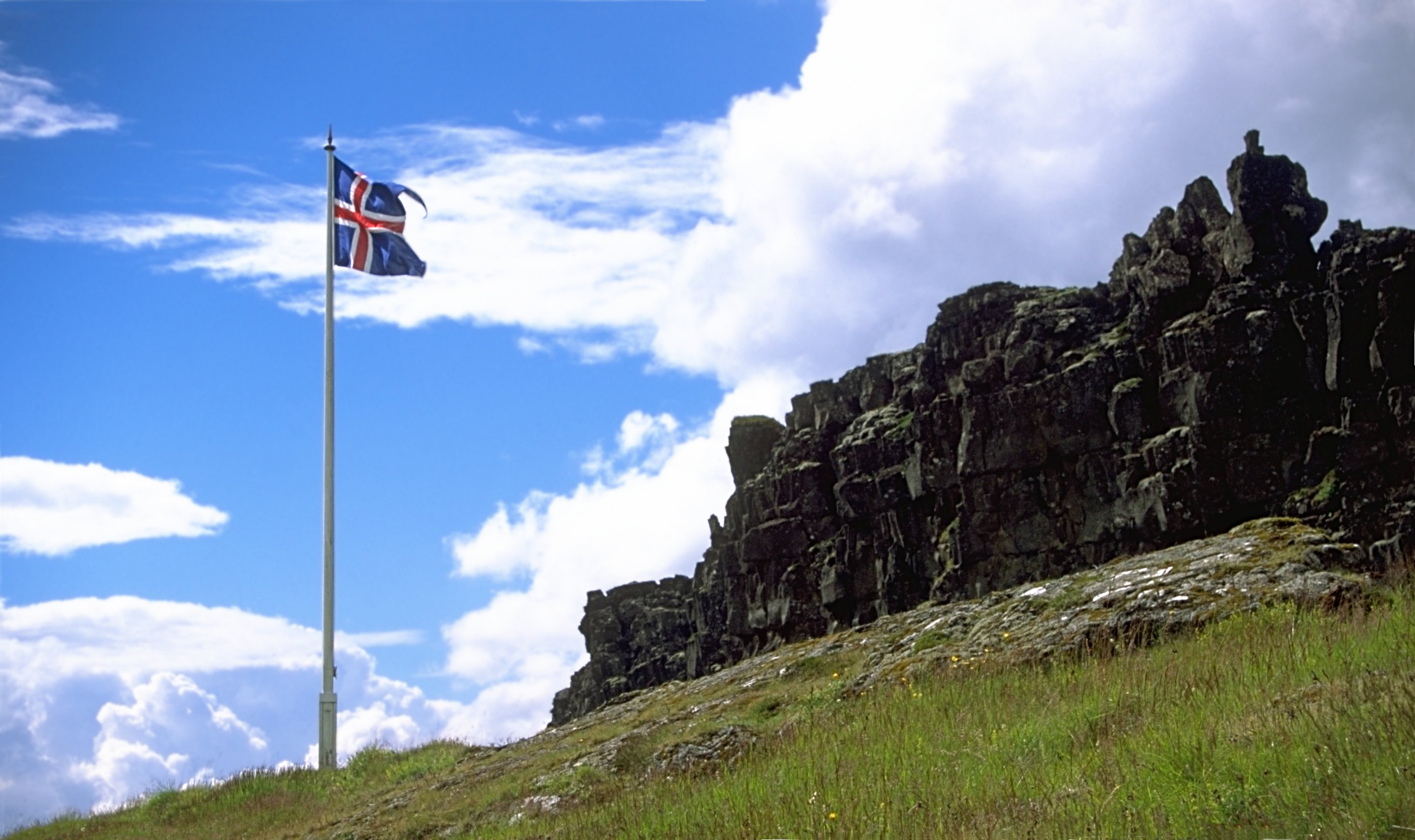
Национальный парк Тингветлир

«Золотое кольцо» (исл. Gullni hringurinn) — популярный туристический маршрут в южной Исландии, начинается в Рейкьявике, проходит по центральной Исландии (где находится большая часть достопримечательностей) и возвращается обратно в Рейкьявик. Ориентировочная продолжительность экскурсии — около 8 часов.

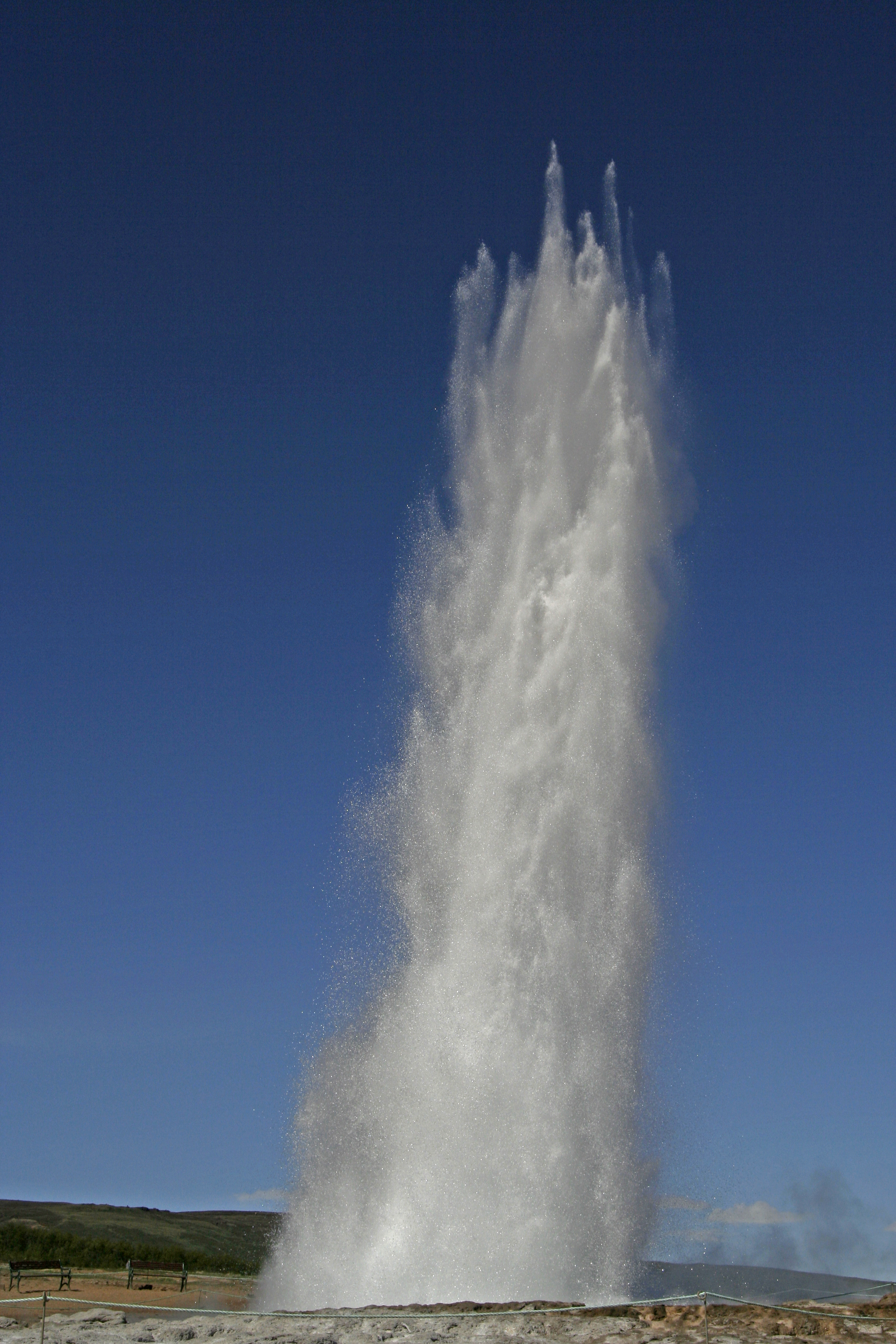
Гейзер Строккур

Три главных остановки на маршруте — это парк Тингведлир (исл. Þingvellir), водопад Гюдльфосс (исл. Gullfoss) и долина гейзеров Хёйкадалюр (исл. Haukadalur).
Тингведлир — национальный парк, занесённый в 2004 году в список Всемирного наследия ЮНЕСКО. Здесь в 930 году был основан первый парламент Исландии — Альтинг — старейший парламент в мире.
Гюдльфосс, дословно, золотой водопад, считается исландцами самым красивым водопадом страны. Ледяная вода реки Хвитау обрывается в узкий каньон с высоты 32 метра. В долине гейзеров Хёйкадалур находится знаменитый Большой Гейзер (исл. Geysir, Гейсир), давший название всем остальным горячим источникам планеты. В настоящее время Большой Гейзер утратил былую мощь и прорывается на поверхность нерегулярно. Тут же находится гораздо более активный гейзер — Строккюр (исл. Strokkur), выбрасывающий столб пара и горячей воды на высоту 20-30 метров каждые 5-10 минут.

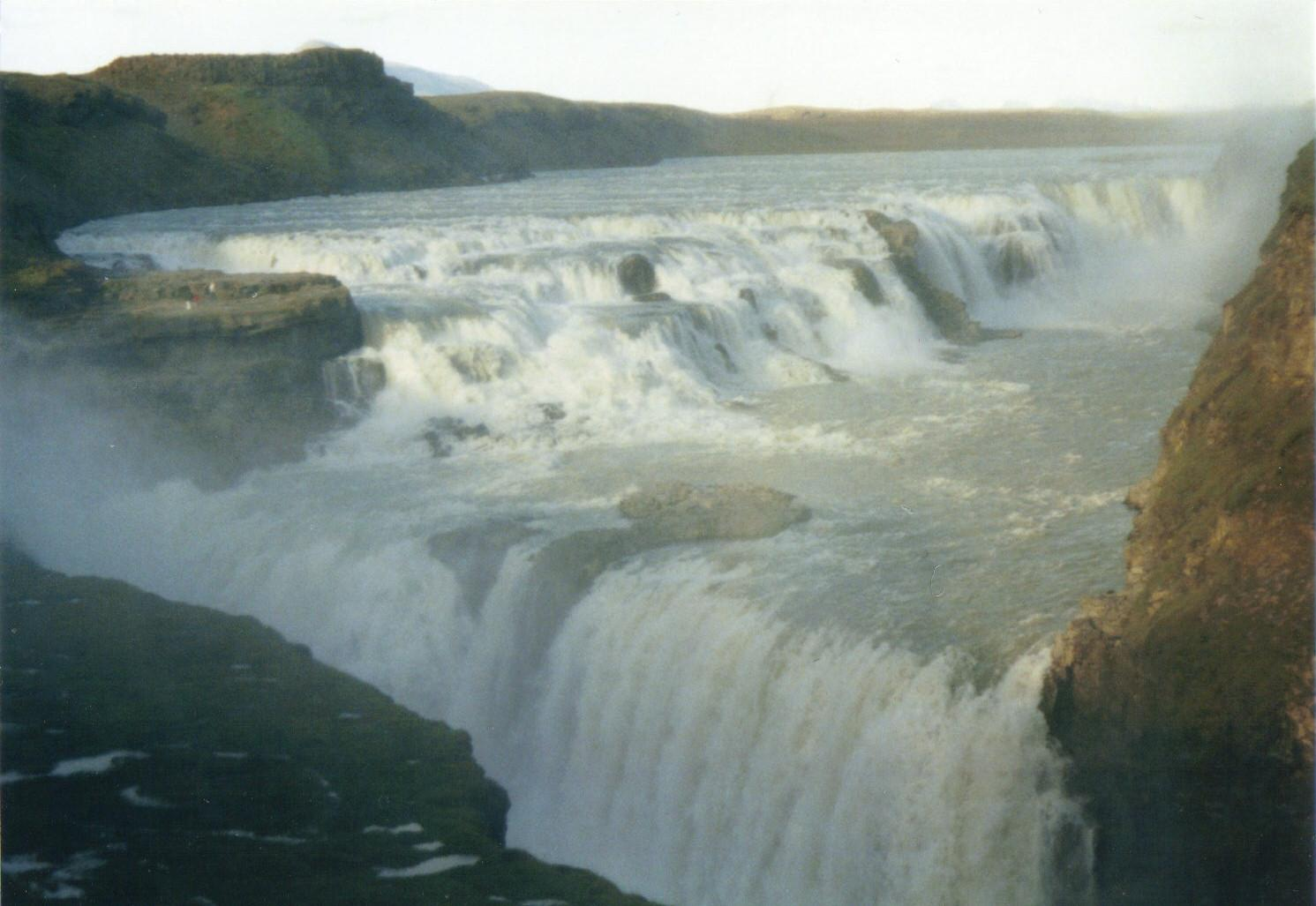
Водопад Гюдльфосс

Чуть менее посещаемыми точками маршрута «Золотое кольцо» являются: кратер вулкана Керид (исл. Kerið), на дне которого образовалось озеро, деревня Хверагерди (исл. Hveragerði), в которой благодаря термальным источникам в теплицах исландцы выращивают экзотические для этой северной страны фрукты и овощи, церковь в городе Скаульхольт (Skálholt) и геотермальная электростанция Несьяведлир (Nesjavellir).